# Shawan
Shawan (chiń. 沙湾市; pinyin Shāwān Shì; ujg. ساۋەن ناھىيىسى, Savan Nahiyisi; kaz. ساۋان اۋدانى, Sawan Awdanı) – miasto na prawach powiatu w północno-zachodnich Chinach, w regionie autonomicznym Sinciang, w prefekturze Tacheng. W 2000 roku liczyło 188 715 mieszkańców.
W styczniu 2021 roku dotychczasowy powiat Shawan został przekształcony w miasto na prawach powiatu.